# Джина Райдър
Джина Райдър (на английски: Gina Ryder) е артистичен псевдоним на американската порнографска актриса Вероника Барера (Veronica Barrera), родена на 23 януари 1977 г. в Сан Антонио, щата Тексас, САЩ.
Тя е от смесен етнически произход – германски, мексикански и индиански.

## Награди и номинации
- 2002: Номинация за AVN награда за най-добра актриса (видео) – „Красиви съседи“.[3]